# 欠如モデル
欠如モデル(英: deficit model)、もしくは情報欠如モデル（英: Information deficit model）とは、大衆が科学技術を信用しないのは「大衆に情報が欠如しているからだ」、もしくは「大衆の理解が足りないからだ」とする理論。

## 概要
「大衆の科学理解」の研究において提唱されたモデルである。科学者や専門家などのサイエンス・コミュニケーター（科学の知識を大衆に伝える役割の人）は、一般に「大衆に知識が足りない」と考える傾向があるとされる。
このモデルの存在は、情報を持つ専門家と、情報を持たない非専門家である大衆の間に、分断が存在していることを示す。このモデルは、専門家から非専門家への情報伝達の方法を改善するために、コミュニケーションを重視すべきであることを示唆している。

## サイエンス・コミュニケーションにおける欠如モデル
「欠如モデル」と言う用語は、元々は科学におけるパブリック・コミュニケーションの研究を行っていた社会科学者らによって、1980年代に生み出された。この用語が生み出された目的は、サイエンス・コミュニケーションに新しい潮流をもたらすためではなく、むしろサイエンス・コミュニケーションの名目で行われている様々な活動の根底にある信念を特徴的に言い表すためであった。
この信念には2つの側面がある。第1の側面は、環境問題や科学技術を始めとする現代の科学に対する大衆の不安と疑念は、科学とそれに関連する議題についての十分な知識が大衆に不足しているために引き起こされるのだ、という考えである。第2の側面は、この大衆の知識不足（あるいは「知識欠如」）を克服するための適切な情報を提供することによって、一般世論が変化し、環境問題や科学技術に関して「提供された情報はトータルとしては信頼できるし正確なのだ」と言うことで大衆に納得してもらえる、という考えである。
科学者は、一般大衆は科学を理解せず、よって大衆は教育される必要があるのだ、と考えがちである。欠如モデルにおいては、科学者はもっと多くの情報を公開することで、大衆の知識欠如を「修正」できる可能性があると仮定する。科学者はしばしば、「『事実（それが本当に事実であるかはともかくとして）』を提供すれば、大衆は新しい技術を喜んで支持する」と仮定する。
しかし、人々に単により多くの情報を提供するだけでは、必ずしも意見が変わるわけでは無い、ということを示す文献が多くあるため、「欠如モデル」には疑念が呈されている。これは、一つの理由としては、人々があらゆる意思決定プロセスにおいて、自分がこれまで言ってきた（あるいはこれまで聞いてきた）ことと同じ意見を持ち続けたいと思うためであり、また別の理由としては、人々は科学的な『事実』だけではなく、他の多くの要因に基づいて意思決定を行うためでもある。ここで言う「要因」とは、道徳的、政治的、または宗教的信念などに加えて、文化、歴史、あるいは個人的な経験も含まれる。これはある種の「カン」であり、科学的事実によって曲げたりできないものである。別の言い方をすると、人々のリスク感覚は、純粋な科学的考察に基づく定型的なリスク分析を超えて広がっており、そして欠如モデルはこれらの「外部性」を、どこかへ追いやってしまっている。現在、欠如モデルに代わる最善の考え方として、真摯に大衆と交流し、これらの「外部性」を考慮に入れるということが広く受け入れられている。
これにより、サイエンス・コミュニケーター、中でも「実証のない確信」を人々に届けようとする者は、代わりの説得方法を探すようになった。 たとえば2019年の研究では、遺伝子組み換え作物の反対から支持へと転換した人々の「個人的な物語（ストーリー）」を公開することで、大衆が遺伝子組み換え作物に対してによりポジティブなイメージを持つようになったことが示された。
欠如モデルでは、一般大衆を「情報と科学的知識の受け手」とみなしている。彼らが受け取る情報は、どのようなメディアを介するにせよ、情報を大衆に与える立場の者が「こういうのが大衆の興味を引くだろう」と想定してあらかじめ用意されたものである。近年の科学的研究の進展によって発見されたことによると、欠如モデルのそういう態度が、特定の科学分野の周辺に対する大衆の関心の低下につながったことが示唆されている。情報があまりに多すぎて、それらを全部取り入れるわけにはいかず、情報量に圧倒され、やがて関心を失ってしまう。
欠如モデルでは、大衆の知識についてこのように仮定している。すなわち、彼らが科学的な論文と研究の知識がほとんど無い「白紙状態」であるとしている。繰り返すが、これは「知識欠如」の状態であり、信頼でき・知識のある・権威ある科学的コミュニティに所属する人から、簡単な指示と一般的な指導に基づいて知識を得る必要がある。しかし、インターネットのような新しい情報伝達システムの増加と、アクセシビリティの容易さによって、科学的研究に対する多大な知識が得られるようになり、これによって大衆の理解が深まるであろうことは明らかである。これは、自分の知識ベースを積極的に増やし、知識欠如を減らし、マスメディアからあふれる情報や、政府広報の真実性および妥当性を評価できるような人間にとっては良いことである。そしてこれによって、受動的な「白紙状態」である多数の無知な大衆と、「有り余る知識」を抱える少数の知識人との交流が深まるはずである、と「欠如モデル」においては考えられている。

### 欠如モデルの妥当性
2008年、人々の「科学に対する知識」と「科学に対する態度」の間に横たわる関係を明らかにするため、193件の研究に対するメタ分析が試みられた。そのメタ分析においては、世界の比較文化的な視点を提供するため、1989年から2004年にかけて行われた、バラバラの手法を用いた研究が、世界中から集められた。その結果、広範な分野において、科学知識の有無と、科学に対する態度の相関が明らかに見られた。一般的な科学と一般的な生物学の知識は、アメリカ国立科学財団が「市民の科学的リテラシー」を把握するために使用した質問と似通ったものを用いて評価された。
次に、一般的な科学および生物学の知識に関するデータを、一般的な科学、原子力、遺伝医学、遺伝子組み換え作物、および環境科学に対する態度と比較した。生データから見る限りでは、一般的な科学の知識の有無と、科学に対する態度の間に、わずかに正の相関が存在することがわかった。そしてこれは、科学的な知識があるからと言って、科学的な話題に対してポジティブな態度を示すとは限らず、またこれは、調査した国が世界において社会経済的あるいは技術的な優位性を持つかどうかは無関係であり、どちらかと言うとその国の第3期の教育（日本で言うと大学教育に相当する高等教育）を受けた個人の数に関係があることを示唆していた。ただし、一部の研究によると、例えば農業バイオテクノロジーなどの特定の話題に関しては、高いレベルの科学的な知識を持った人が、極めてポジティブ・または極めてネガティブな態度のどちらかを示すことが分かっている。したがって、科学の知識の有無はあくまで「態度の強さの予測に使える」というだけに過ぎず、その態度がポジティブかあるいはネガティブかと言うことは必ずしも言えないようだ。

## メディアの役割
マスメディアの表現、と一口に言ってもニュースからエンターテインメントまで幅広いが、いずれにしても、特定の問題に関して、「一般人がそれをどのように経験するか」という日々の現実と、彼らとは遠く離れた科学的・政治的・公的な主体者の間で議論されている「対策」とをつなぐ、重要なリンクとなる。様々な研究が指し示すところによると、一般市民は科学について、例えば具体的な問題としては気候変動などについて、マスメディアを通じて頻繁に学習している。
マスメディアにおいては、「事実をありのままにレポートする」という伝統的な役割よりも、事実の「解釈」を伝えることに報道範囲を集中させ、白か黒かをハッキリ表明する態度はあっぱれだが、報道の信頼性は低い、と言うような報道形式に取って代わられている。世界中の多くのメディアにおいて、このような傾向があると考えられている。 このいわゆる「スピン」は、商業的圧力と政治的圧力の組み合わせの下で起こる物であり、世界中のマスコミによって報告されている。これは、知識が欠如し、疑う気持ちを持たないピュアな大衆の頭の中を、信頼できない政策宣伝情報で「充満させる」危険性がしばしばある。 「人為的な地球温暖化」と「気候変動」と言う議題は、この問題の最前線にある。しかし、様々な状況において、「事実に基づく根拠ある報道」と、「作り話に基づく筋書き通りのスピン」とを分け隔てることは、ますます難しくなっている。
マスメディアは、世界中の膨大な数の人々が利用でき、娯楽メディアからニュースメディア、さらには書籍、映画、テレビ、新聞、ラジオ、ゲーム、インターネットに至るまで幅広く存在する。コミュニケーションと情報の受信における、ますます現代的な形態は、その形態自体が大衆が知識を得るのにますます適したものとなっており、ますます広域でアクセスしやすいものとなっている。
専門家から大衆に対する、情報伝達と情報宣伝の背後にある実際のプロセスは、欠如モデルが示唆するよりもはるかに複雑で奥深い物である可能性がある。
「知識不足モデルとは何か」を知ることは、サイエンス・コミュニケーターにとって重要である。情報を伝達する際のフレーミング（人の考え方を枠にはめて、特定の考え方に誘導するような方法）と言う概念について考えることは特に重要である。フレーミングは、問題の複雑さを軽減したり、聴衆を説得したりするために用いられるが、人間の心に潜む宗教的信念、道徳的価値感、先入観を増幅し、さらには（科学そのものではなく）科学者あるいは政治家という個人に対する信任を助長する役目さえ果たす。
さらに言えば、一般に広く受容されている「2段階の流れ仮説（少数のオピニオンリーダーがマスメディアと大衆の橋渡し役になるという、ポール・ラザースフェルドが唱えた理論）と照らし合わせた場合、科学的なアイデアおよび技術の採用が大衆に伝達される際には、インフルエンサーの影響を受けやすいタイプの個人を介した情報の伝達経路が強く関連している可能性がある。
知識の欠如を減らすことは複雑な仕事だが、一般大衆がどのように考え、あるいはどのように新しい情報の学習・解釈に取り組むかを知っていれば、我々は可能な限り最も公平で客観的な方法でメッセージを伝えることができる。

## 別のモデル
「知識欠如モデル」とは対照的なものとして、「低情報合理性モデル」（low-information rationality model）がある。情報の取得にはコストがかかるので、大衆は合理的な判断の結果として知識を深めることをせず、言うなれば「低情報」の状態に抑えるが、同じく意思決定と態度の形成においてもなるべく合理的な判断を行い、低情報だからと言って全く非合理的な判断をすることはない、というモデルである。